# Episodi di Versailles (prima stagione)
La prima stagione della serie televisiva Versailles, composta da dieci episodi, è stata trasmessa in prima visione sul canale via cavo francese Canal+ dal 16 novembre al 14 dicembre 2015.
In Italia la stagione è stata interamente pubblicata sulla piattaforma streaming on demand Netflix il 5 gennaio 2018.
| nº | Titolo originale                                                                          | Titolo italiano | Prima TV Francia | Pubblicazione Italia |
| -- | ----------------------------------------------------------------------------------------- | --------------- | ---------------- | -------------------- |
| 1  | Un roi sans château n'a rien d'un vrai roi                                                | Episodio 1      | 16 novembre 2015 | 5 gennaio 2018       |
| 2  | L'État c'est moi                                                                          | Episodio 2      | 16 novembre 2015 | 5 gennaio 2018       |
| 3  | Il est temps que la noblesse réplique                                                     | Episodio 3      | 23 novembre 2015 | 5 gennaio 2018       |
| 4  | Demain j'aurai bien plus de choses en commun avec mon ennemi qu'avec mon propre frère     | Episodio 4      | 23 novembre 2015 | 5 gennaio 2018       |
| 5  | La guerre fait toujours rage en toi, dis-lui "Halte"                                      | Episodio 5      | 30 novembre 2015 | 5 gennaio 2018       |
| 6  | Ce n'est pas un enfant que tu lui donnes, c'est un bâton avec lequel il nous frappera     | Episodio 6      | 30 novembre 2015 | 5 gennaio 2018       |
| 7  | La maladie du Roi empire, c'est maintenant qu'il faut agir                                | Episodio 7      | 7 dicembre 2015  | 5 gennaio 2018       |
| 8  | Ton palais de rêve est en train de devenir un paradis du complot                          | Episodio 8      | 7 dicembre 2015  | 5 gennaio 2018       |
| 9  | Des forces beaucoup plus puissantes et déterminées continuent de chercher à nous détruire | Episodio 9      | 14 dicembre 2015 | 5 gennaio 2018       |
| 10 | Laissez-moi sentir le soleil sur ma peau                                                  | Episodio 10     | 14 dicembre 2015 | 5 gennaio 2018       |

## Episodio 1
- Titolo Originale: Un roi sans château n'a rien d'un vrai roi
- Diretto da: Jalil Lespert
- Scritto da: Simon Mirren (soggetto e sceneggiatura), David Wolstencroft (soggetto e sceneggiatura), André Jacquemetton (soggetto) e Maria Jacquemetton (soggetto)

### Trama
Nel 1667, in Francia, Luigi XIV, Re da ventiquattro anni, vuole imporre il suo potere in un periodo fortemente scosso dalla Fronda parlamentare, una rivolta della nobiltà durante il regno di Luigi XIII e dagli attacchi dei cospiratori. Quindi Luigi XIV cerca un espediente per riuscire a raccogliere l'intera nobiltà francese attorno a lui in modo tale da avere i più potenti tra le sue grazie. Trova una soluzione per questo suo intento stabilendo la sede del potere fuori Parigi, a Versailles. A quel tempo, Versailles, è solo un capanno da caccia che Luigi XIV vuole radicalmente trasformare in una splendida e ricca reggia, capace di ospitare tutta la nobiltà del regno.
- Guest star: Lizzie Brocheré (Claudine Masson), Dominique Blanc (Anna d'Asburgo), Anatole Taubman (Montcourt), Steve Cumyn (Jean-Baptiste Colbert), Elisa Lasowski (Maria Teresa d'Asburgo), Maddison Jaizani (Sophie de Clermont), Peter Hudson (dott. Masson), Gilly Gilchrist (Jacques), Joe Sheridan (Louvois).

## Episodio 2
- Titolo Originale: L'État c'est moi
- Diretto da: Jalil Lespert
- Scritto da: Simon Mirren e David Wolstencroft

### Trama
Gira voce che la regina sia incinta e trascorso il tempo necessario questa darà alla luce il primo erede maschio, scatenando però, moltissime accuse. Il figlio dato alla luce, infatti, non è possibile che sia del Re Luigi XIV. Nello stesso periodo il Consiglio del Re invita Luigi XIV ad imporre il proprio potere sulla Francia tramite la guerra e conseguenti nuove conquiste. Contemporaneamente il fratello del Re, Filippo di Francia, duca d'Orléans, è alla ricerca di gloria e potere proponendosi di essere lui il protagonista, di future battaglie.
- Guest star: Lizzie Brocheré (Claudine Masson), Dominique Blanc (Anna d'Asburgo), Anatole Taubman (Montcourt), Steve Cumyn (Jean-Baptiste Colbert), Elisa Lasowski (Maria Teresa d'Asburgo), Maddison Jaizani (Sophie de Clermont), Peter Hudson (dott. Masson), Gilly Gilchrist (Jacques), Joe Sheridan (Louvois).

## Episodio 3
- Titolo originale: Il est temps que la noblesse réplique
- Diretto da: Christoph Schrewe
- Scritto da: Simon Mirren e David Wolstencroft

### Trama
I nobili e le nobildonne devono dimostrare la loro nobile origine per ottenere il privilegio di vivere al fianco di Luigi XIV a Versailles. Il principe africano Annaba visita Versailles. La moglie di Filippo, Enrichetta, viene molestata dall’inesorabile Chevalier di Lorena.
- Guest star: Alexis Michalik (Rohan), Pip Torrens (duca di Cassel), Lizzie Brocheré (Claudine Masson), Anatole Taubman (Montcourt), Steve Cumyn (Jean-Baptiste Colbert), Elisa Lasowski (Maria Teresa d'Asburgo), Maddison Jaizani (Sophie de Clermont), Gilly Gilchrist (Jacques), Joe Sheridan (Louvois).

## Episodio 4
- Titolo originale: Demain j'aurai bien plus de choses en commun avec mon ennemi qu'avec mon propre frère
- Diretto da: Christoph Schrewe
- Scritto da: Simon Mirren e David Wolstencroft

### Trama
Luigi è furioso nel sentire le gesta di suo fratello Filippo sul campo di battaglia; alcuni lo vedono come il combattente più valoroso dell'esercito di Sua Maestà. Luigi è furioso anche nell'apprendere che la famiglia Parthenay è stata assassinata sulla strada per Versailles. I Parthenay erano una potente famiglia di nobili del sud venuti per assicurare il loro sostegno al re. Se le strade che portano a Versailles non sono sicure, nessun nobile si avventurerà. Se Versailles è isolata, allora il re dovrebbe rinunciare al suo piano. Inconcepibile per il monarca che manda Fabien Marchal, il capo della polizia, a condurre le indagini sull'assassinio dei Parthenay e a portargli la testa degli assassini.
- Guest star: Alexis Michalik (Rohan), Pip Torrens (duca di Cassel), Lizzie Brocheré (Claudine Masson), Anatole Taubman (Montcourt), Steve Cumyn (Jean-Baptiste Colbert), Elisa Lasowski (Maria Teresa d'Asburgo), Maddison Jaizani (Sophie de Clermont), Peter Hudson (dott. Masson), Gilly Gilchrist (Jacques), Joe Sheridan (Louvois).

## Episodio 5
- Titolo originale: La guerre fait toujours rage en toi, dis-lui 'Halte'
- Diretto da: Christoph Schrewe
- Scritto da: Sasha Hails

### Trama
Diventato un eroe di guerra, Filippo torna dal fronte trasformato. I soldati francesi ammirano il duca d'Orleans, tutto inghirlandato di gloria. Questo riconoscimento inizia a mettere in ombra Luigi. Le strade non sono ancora sicure appena fuori Versailles e aumentano le concentrazioni di attacchi. Per celebrare il trattato di pace che ha appena firmato con gli spagnoli, il re decide di invitare le più grandi famiglie nobili a Versailles per una grande festa. Fra gli invitati c'è il duca di Cassel.
- Guest star: Alexis Michalik (Rohan), Pip Torrens (duca di Cassel), Lizzie Brocheré (Claudine Masson), Anatole Taubman (Montcourt), Steve Cumyn (Jean-Baptiste Colbert), Elisa Lasowski (Maria Teresa d'Asburgo), Maddison Jaizani (Sophie de Clermont), Peter Hudson (dott. Masson), Gilly Gilchrist (Jacques), Joe Sheridan (Louvois).

## Episodio 6
- Titolo originale: La guerre fait toujours rage en toi, dis-lui "Halte"
- Diretto da: Thomas Vincent
- Scritto da: Andrew Bampfield e Sasha Hails

### Trama
Dopo la guerra, i soldati sono stati requisiti per eseguire i lavori alla reggia di Versailles. Ma logorati dalla durezza del loro compito, dalle loro vite e dalle promesse non mantenute, si ribellano. Duemila di loro depongono i loro attrezzi. Convinto da Madame de Montespan, il duca di Cassel si reca a Versailles per assistere ai festeggiamenti. Il re ha appena decretato che i nobili che si stabiliscono nella zona saranno sollevati dai loro debiti. Privato di residenza e terre, il duca di Cassel è costretto a restare.
- Guest star: Alexis Michalik (Rohan), Pip Torrens (duca di Cassel), Lizzie Brocheré (Claudine Masson), Anatole Taubman (Montcourt), Steve Cumyn (Jean-Baptiste Colbert), Elisa Lasowski (Maria Teresa d'Asburgo), Maddison Jaizani (Sophie de Clermont), Peter Hudson (dott. Masson), Gilly Gilchrist (Jacques), Joe Sheridan (Louvois).

## Episodio 7
- Titolo originale: La maladie du Roi empire, c'est maintenant qu'il faut agir
- Diretto da: Thomas Vincent
- Scritto da: Sasha Hails

### Trama
Con Luigi abbattuto da una forte febbre, coloro che cospirano contro di lui crescono in forza e fiducia mentre Filippo è preso nel mezzo, così come il medico Masson e sua figlia Claudine.
- Guest star: Alexis Michalik (Rohan), Pip Torrens (duca di Cassel), Lizzie Brocheré (Claudine Masson), Anatole Taubman (Montcourt), Steve Cumyn (Jean-Baptiste Colbert), Elisa Lasowski (Maria Teresa d'Asburgo), Maddison Jaizani (Sophie de Clermont), Peter Hudson (dott. Masson), Gilly Gilchrist (Jacques), Joe Sheridan (Louvois).

## Episodio 8
- Titolo originale: Ton palais de rêve est en train de devenir un paradis du complot
- Diretto da: Daniel Roby
- Scritto da: Andrew Bampfield

### Trama
La Casa d'Orange è in ascesa nei Paesi Bassi. Così, Luigi XIV invia sua cugina e cognata Enrichetta d'Inghilterra in una missione diplomatica per stringere un'alleanza con suo fratello Carlo II.
- Guest star: Alexis Michalik (Rohan), Pip Torrens (duca di Cassel), Lizzie Brocheré (Claudine Masson), Anatole Taubman (Montcourt), Steve Cumyn (Jean-Baptiste Colbert), Elisa Lasowski (Maria Teresa d'Asburgo), Maddison Jaizani (Sophie de Clermont), Peter Hudson (dott. Masson), Gilly Gilchrist (Jacques), Joe Sheridan (Louvois).

## Episodio 9
- Titolo originale: Des forces beaucoup plus puissantes et déterminées continuent de chercher à nous détruire
- Diretto da: Daniel Roby
- Scritto da: Andrew Bampfield

### Trama
A Dover, Enrichetta incontra suo fratello Carlo II dove negozia con successo il trattato segreto di Dover. Luigi vuole che suo fratello Filippo si occupi della supervisione dell'etichetta di corte a Versailles.
Più tardi, quando Guglielmo d'Orange affronta Carlo II sull'alleanza di quest'ultimo con la Francia contro i Paesi Bassi, Carlo II propone un matrimonio tra lui e sua nipote Maria II per placare le paure dell'Olanda. Ora che il re di Svezia assicura a Luigi tutto il suo appoggio, ha assolutamente bisogno dell'appoggio degli inglesi. Marchal interroga l'uomo che ha cercato di uccidere Enrichetta e grazie agli indizi raccolti intraprende una pista promettente. Infine, l'influenza di Madame de Montespan cresce all'interno della corte, così come nel cuore del monarca.
- Guest star: Alexis Michalik (Rohan), Pip Torrens (duca di Cassel), Lizzie Brocheré (Claudine Masson), Anatole Taubman (Montcourt), Steve Cumyn (Jean-Baptiste Colbert), Elisa Lasowski (Maria Teresa d'Asburgo), Maddison Jaizani (Sophie de Clermont), Gilly Gilchrist (Jacques), Joe Sheridan (Louvois), George Webster (Guglielmo d'Orange).

## Episodio 10
- Titolo originale: Laissez-moi sentir le soleil sur ma peau
- Diretto da: Daniel Roby
- Scritto da: Simon Mirren e David Wolstencroft

### Trama
La duchessa Enrichetta si ammala improvvisamente quando torna dalla visita a suo fratello in Inghilterra, mentre Sophie rischia ostinatamente di far arrabbiare Marchal.
- Guest star: Alexis Michalik (Rohan), Pip Torrens (duca di Cassel), Lizzie Brocheré (Claudine Masson), Anatole Taubman (Montcourt), Steve Cumyn (Jean-Baptiste Colbert), Elisa Lasowski (Maria Teresa d'Asburgo), Maddison Jaizani (Sophie de Clermont), Gilly Gilchrist (Jacques), Joe Sheridan (Louvois).